# Polygonia undina
Polygonia undina är en fjärilsart som beskrevs av Grum-grshimailo 1890. Polygonia undina ingår i släktet Polygonia och familjen praktfjärilar. Inga underarter finns listade i Catalogue of Life.